# Jagdgeschwader 135
135-та винищувальна ескадра (нім. Jagdgeschwader 135 (JG 135) — винищувальна ескадра Люфтваффе напередодні Другої світової війни. 1 листопада 1938 року її формування пішли на створення 233-ї (JG 233) та 333-ї винищувальних ескадр (JG 333).

## Історія
135-та винищувальна ескадра заснована 15 березня 1937 року на аеродромі Бад-Айблінг.

## Командування

### Командири
- Майор Макс-Йозеф Ібель (нім. Max-Josef Ibel) (15 березня 1937 — 1 листопада 1938)

## Бойовий склад 135-ї винищувальної ескадри
- Штаб (Stab/JG135)
- 1-ша група (I./JG135)
- 2-га група (II./JG135)